# Ганкина, Элла Зиновьевна
Элла Зиновьевна Ганкина (8 марта 1924, Ленинград — 17 декабря 2023, Иерусалим) — российский искусствовед.
Кандидат искусствоведения, в 1963 году защитила в Московском университете диссертацию «Русские художники детской книги», в том же году вышедшую отдельным изданием в издательстве «Советский художник». Многолетний сотрудник этого издательства, заведовала редакцией. С 1992 года жила в Израиле.
Специалист по визуальному ряду детской книги. Опубликовала обзорные труды «Художник в современной детской книге» (1977) и «Для сердца и разума. Детская иллюстрированная книга в России: конец XVII — первая половина XIX вв.» (1998), книги о Валериане Щеглове (1954), Алексее Пахомове (1958), Лидии Ильиной (1959), Борисе Каплянском (1985), Мае Митуриче (1988), с текстом Ганкиной издан альбом живописи Анны Остроумовой-Лебедевой (1952). В 2023 году вышла книга воспоминаний «На Арбате и у Пяти углов».
Была замужем за искусствоведом Анатолием Кантором, дочери — врач Вера Острогорская и искусствовед Лёля Кантор-Казовская. Сестра, Надежда Ганкина, была замужем за художником Александром Шендеровым.